# Hogesnelheidslijn Gonesse - Lille-grens
De spoorlijn Gonesse - Lille-grens, deel van de LGV Nord is een Ligne à Grande Vitesse tussen enerzijds Parijs (aansluiting Gonesse) en anderzijds het noorden van Frankrijk, België en Engeland. De hogesnelheidslijn heeft een lengte van bijna 210 km en heeft als lijnnummer 226 000.

## Geschiedenis
De lijn is geopend in 1993. Sinds 1996 is ook de aansluiting met de Belgische HSL 1 naar Brussel gerealiseerd, eerst tot aan de aansluiting Antoing op Spoorlijn 78, in 1997 als volledige hogesnelheidslijn tot Halle.
In 1995 werd de lijn uitgebreid met een tak naar de luchthaven Charles de Gaulle en Disneyland Parijs. Beide stations zijn bereikbaar met de RER en zijn een handig opstappunt voor veel inwoners aan de oostkant van Parijs. Deze tak vormt tevens de verbinding met de LGV Sud-Est en wordt Raccordement d'interconnexion nord-sud genoemd. De maximumsnelheid op deze ringspoorlijn rond Parijs is 270 km/h, in tegenstelling tot de rest van de LGV Nord waar de maximumsnelheid 300 km/h bedraagt. Met de Raccordement d'interconnexion nord-sud is een aftakking gebouwd die de LGV dieper in het Parijse stedelijke gebied brengt. Daarmee is de afstand van Paris Gare de Lyon naar de LGV verkort. Zowel de afsnijding naar het Raccordement d'interconnexion nord-sud en de oorspronkelijke verbinding naar de TGV-lijn functioneren naast elkaar.
Bij het in dienst stellen van de LGV Nord is een flinke tariefverhoging op de LGV-trajecten toegepast, samen met het invoeren van nieuwe verkoopsoftware (Socrates) afkomstig van het Sabre-reserveringssysteem uit de luchtvaart. Die methode bleek weinig succesvol. De reizigersaantallen bleven achter bij de verwachtingen. SNCF voerde daarop een prijsverlaging door.

### Aansluiting Fretin
Ter hoogte van het dorp Fretin bevindt zich de aansluiting op het tweede gedeelte van de LGV Nord, de lijn aansluiting Fretin - Calais-Fréthun naar Rijsel en verder via de Kanaaltunnel naar Engeland. Deze aansluiting is gebouwd in de vorm van een driehoek, waarbij vanuit elke richting kruisingsvrij naar de beide andere richtingen kan worden afgebogen. De doorgaande verbinding is Brussel - Parijs. Deze kan met de maximumsnelheid worden bereden. De twee aftakkingen (Parijs - Rijsel en Brussel - Rijsel) kennen een snelheidsbeperking van 220 km/h.

### Stations
Aan de lijn ligt een station:
- Station TGV Haute-Picardie bevindt zich bij het knooppunt van de A1 en A29, en kent een busdienst op Amiens en Saint-Quentin. Deze twee steden zijn met elkaar verbonden via een lokale spoorlijn, maar deze kruist de LGV te Chaulnes, 5 kilometer ten zuiden van het TGV-station. Op het station stoppen geen TGV-treinen naar Parijs (Paris Nord), omdat vanuit Amiens en Saint-Quentin Parijs sneller bereikt kan worden via de klassieke spoorlijn dan met de combinatie shuttlebus+TGV. De TGV's die er stoppen nemen de ringlijn rond Parijs en houden daar halt in luchthaven Charles de Gaulle en Disneyland Parijs.

## Treindiensten
De volgende treinen maken gebruik van de spoorlijn:

### Eurostar

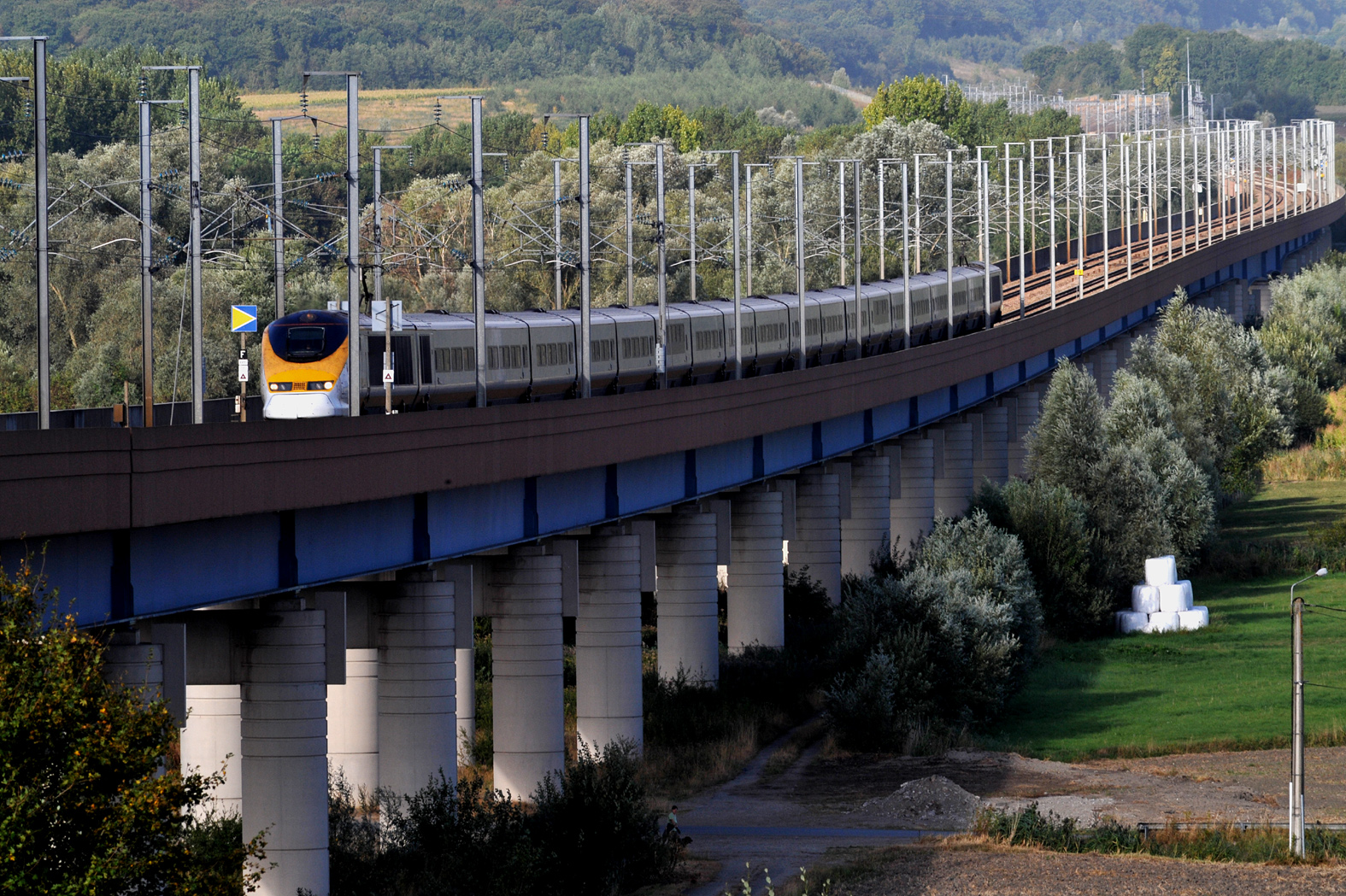
Eurostar op het viaduct van Haute-Colme.

- Eurostar Londen - Parijs. Binnenlandse reizigers kunnen met een TGV-vervoersbewijs meereizen van Parijs naar Calais-Fréthun (bij de Kanaaltunnel). Er worden geen binnenlandse reizigers toegelaten voor Parijs - Rijsel (Lille). Binnenlandse reizigers dienen wel de veiligheidscontroles te passeren en in het bezit te zijn van geldige reispapieren voor het Verenigd Koninkrijk.
- Eurostar Londen - Brussel. De meeste treinen stoppen in Rijsel (Lille) en vervoeren reizigers tussen Brussel en Rijsel. Er is een geïntegreerd hogesnelheidstrein-tariefstructuur voor het traject Brussel - Rijsel, waarbij het niet uitmaakt of men een Eurostar of een TGV neemt. Nadeel van de Eurostar is de lange inchecktijd van 30 minuten.[1]
- Eurostar Londen - luchthaven Charles de Gaulle en Disneyland Parijs. Deze rijdt dagelijks. In de zomer rijden er Eurostars door naar Avignon en in de wintersportseizoenweekenden naar Bourg-Saint-Maurice.

### TGV

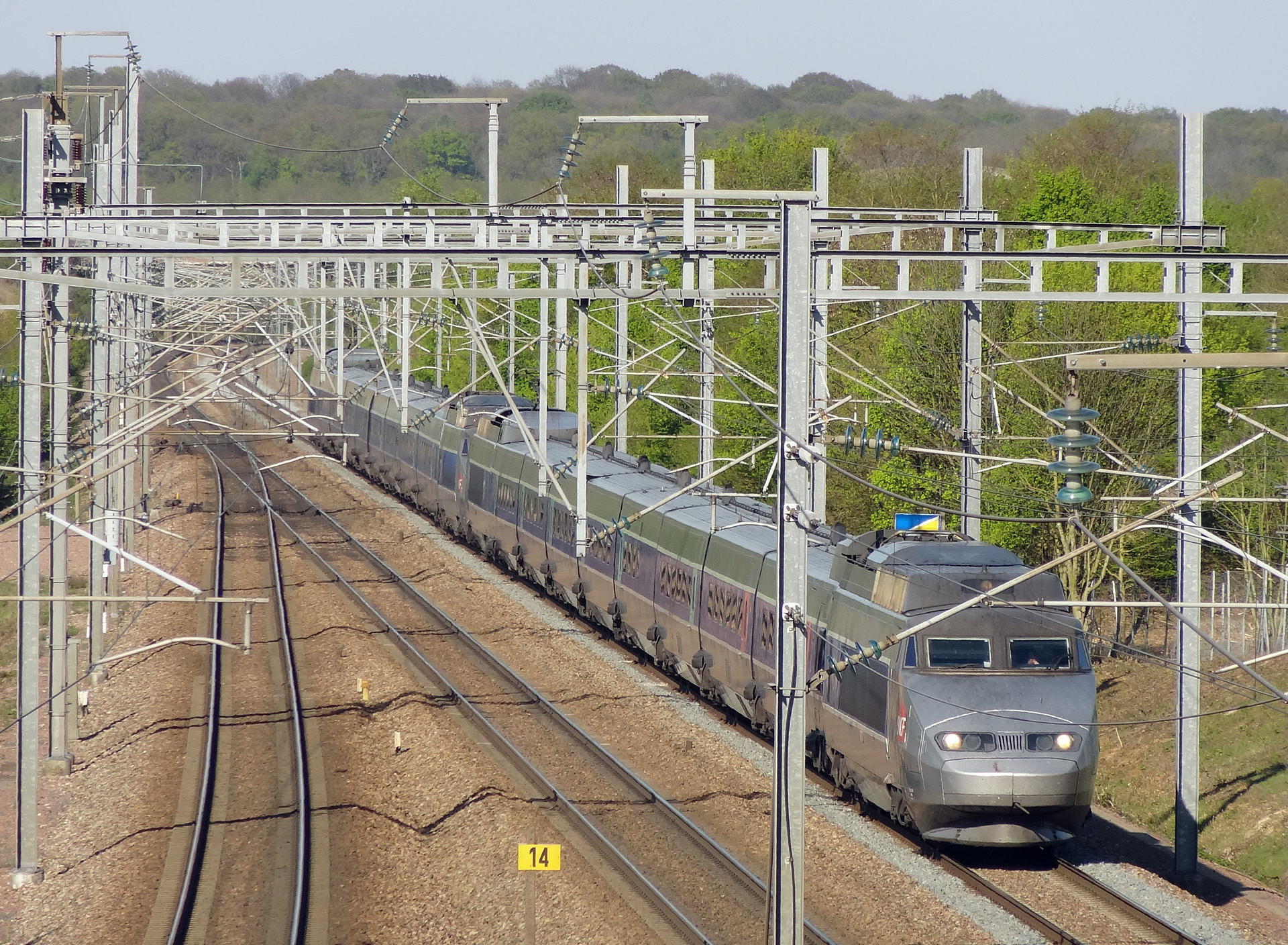
TGV bij Moussy-le-Neuf.

- Internationaal: De TGV's[2] van Brussel naar Zuid-Frankrijk stoppen in Lille Europe, waar ze worden gekoppeld aan een ander TGV-treinstel. Dit zijn de TGV Brussel - Straatsburg, de TGV Brussel - Nice, de TGV Brussel Montpellier - Perpignan en sinds December 2019 de TGV Brussel - Nantes.
- TGV 'interconnection'. Naast de TGV's uit Brussel, bestaat er vanaf Lille Europe een groot aantal TGV's dat verder dan Parijs rijdt. Bijvoorbeeld: Bordeaux, Mulhouse, Marseille, Nantes en Rennes. Lille Europe is hiermee een belangrijk overstapstation voor reizigers uit Londen en Brussel. Sommige TGV's rijden over de klassieke lijn via Douai om Arras te bedienen en bij Arras de LGV op te rijden. In het verleden maakten enkele TGV's naar Brussel gebruik van de route via Douai, wat een flink tijdverlies betekende. (Samen met de stop in Rijsel, kost dit ongeveer drie kwartier.)
- TGV Nord: Rijsel - Parijs. Is in principe een klokvaste uurdienst die meestal met Eurostartreinstellen wordt uitgevoerd. Vanwege de korte reistijd is de restauratie op deze verbinding stopgezet. Deze treinen stoppen in Lille-Flandres en niet Lille Europe. Enkele treinparen rijden door naar Roubaix en Tourcoing.
- Parijs - Arras en verder. Deze TGV's takken net voor Arras van de LGV af. Te Arras worden ze zich meestal in twee treindelen gesplitst. Een deel gaat dan naar Douai en Valenciennes, en een ander deel naar Béthune, Hazebroek (Hazebrouck) en Duinkerke (Dunkerque). Bij Arras zijn er goede aansluitingen met de lokale TER-treinen.
- Parijs Calais, Boulogne, Duinkerke via Rijsel (Lille). Er zijn vanuit Parijs slechts enkele treinen naar Calais-Ville, Duinkerke en naar Boulogne. Vanuit de LGV is er een aansluiting op de lijn Hazebroek - Duinkerke. De treindienst Parijs - Calais wordt aangevuld met Eurostarstops in Calais Frethun, waar TER-aansluitingen zijn naar Calais-Ville en Boulogne.

### Thalys

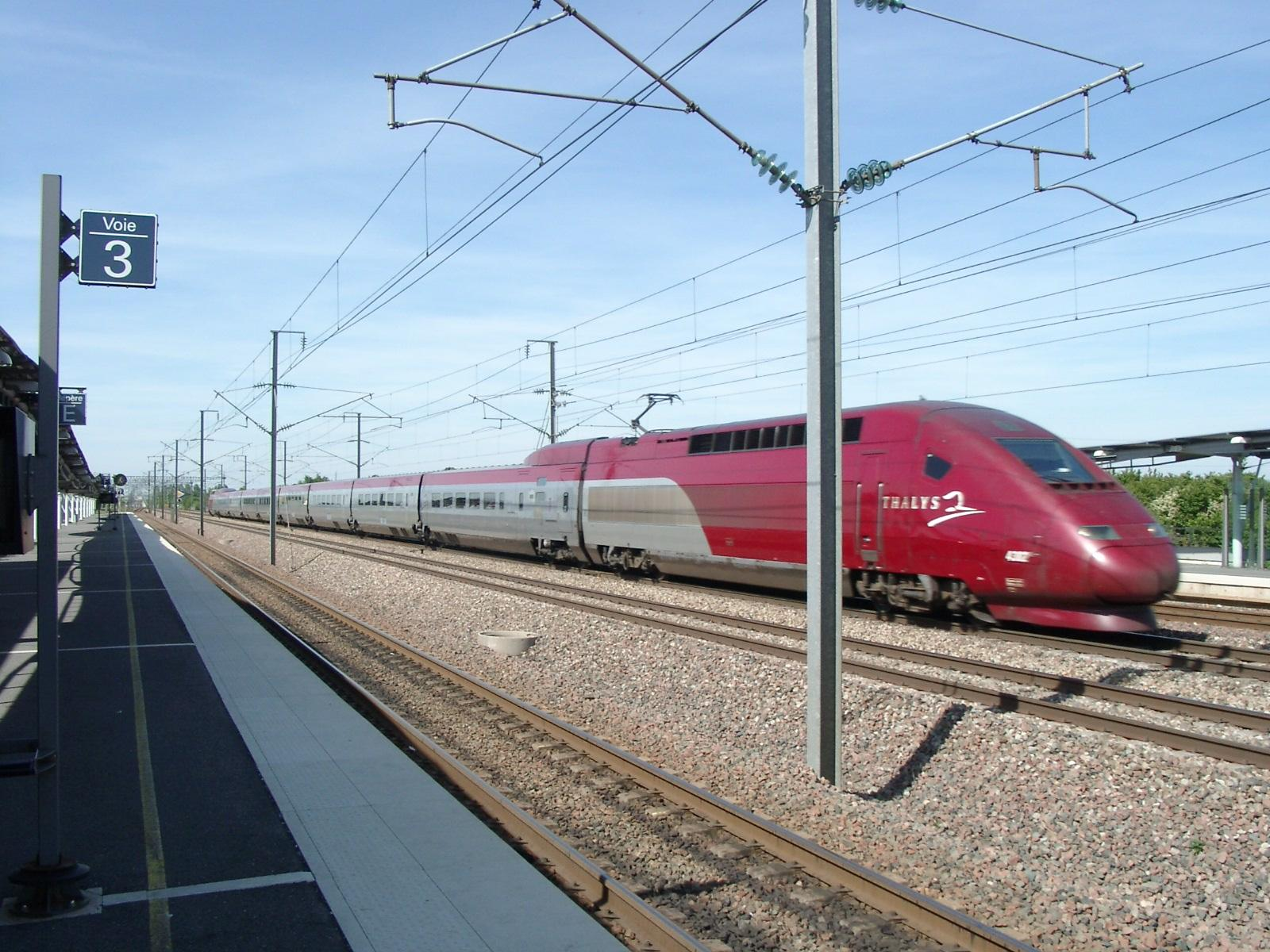
TGV Haute Picardie met Thalys.

- Thalys Brussel - Parijs. Veel Thalys-treinen rijden door naar Amsterdam of Keulen. Tussen Parijs en Brussel is er in de brede spits een halfuursdienst en rijden er meestal gekoppelde treinstellen.
- Winterthalys Amsterdam - Brussel - Bourg-Saint-Maurice. Rijdt op zaterdag tijdens het wintersportseizoen.
- Zomerthalys Amsterdam - Brussel - Marseille. Rijdt elke zaterdag in de hoogzomer. Van Brussel rijdt hij zonder tussenstops door tot Valence.
- Thalys Amsterdam - Brussel - Luchthaven Charles de Gaulle - Disneyland Parijs. Op het stuk Brussel - Luchthaven Charles de Gaulle - Disneyland Parijs concurreert hij met de TGV diensten van SNCF. Thalys is sneller op deze verbinding omdat de TGV stopt in Lille Europe (en soms in Arras en/of Haute-Picardie TGV)

Opgeheven verbindingen:
- Er heeft ook een Thalys Brussel - Genève gereden. Dit is geen succes geworden door de ongunstige vertrek- en aankomsttijden in Genève. De treinen konden niet op betere tijden rijden, door een gebrek aan treinpaden op de overbelaste Parijs - Lyon LGV.
- Thalys Luik - Namen - Charleroi - Bergen (Mons) - Parijs. Deze Thalys gebruikte de aansluiting van de lijn Bergen - Doornik op de LGV. Tot de voltooiing van de LGV Lille - Brussel maakten alle Parijs - Brusselthalyssen gebruik van deze verbinding. Deze dienst was niet kostendekkend, maar moest onder politieke druk blijven rijden. Hij vormde ook een compensatie voor het verdwijnen van de internationale verbinding van Bergen (Mons) met Parijs via de klassieke route en het opheffen van de internationale verbinding Luik - Namen - Charleroi - Jeumont - Aulnoye-Aymeries - Parijs.
- Thalys Oostende - Brugge - Gent - Brussel-Zuid - Parijs. Deze Thalys was een gevolg van de Belgische wafelijzerpolitiek en gold als Vlaamse equivalent van de lijn Luik - Namen - Charleroi - Bergen - Parijs. Het verschil is dat deze 'Vlaamse' Thalys nog steeds via Brussel-Zuid ging en geen minuut tijdwinst opleverde op het traject Brussel - Oostende. Een biljet Oostende/Brugge/Gent - Parijs was duurder dan het nemen van een NMBS trein tussen Oostende/Brugge/Gent en Brussel en vervolgens gebruik te maken van de veel frequentere Thalysverbinding Brussel - Parijs. Hierdoor was deze Thalys meestal leeg tussen Oostende en Brussel.

| Serie         | Treinsoort          | Route | Bijzonderheden |
| ------------- | ------------------- | --- | --- |
| Eurostar 9000 | Eurostar (Eurostar) | [ Paris-Nord – ] / [ Marne-la-Vallée - Chessy – ] / [ Bourg-Saint-Maurice – ] London St Pancras | Vanaf Bourg-Saint-Maurice van december tot april. |
| Eurostar 9100 | Eurostar (Eurostar) | Amsterdam Centraal – Rotterdam Centraal – Brussel-Zuid – Lille-Europe – London St Pancras International | |
| Eurostar 9300 | Eurostar (Eurostar) | Amsterdam Centraal – Schiphol Airport – Rotterdam Centraal – Antwerpen-Centraal – Brussel-Zuid – Paris-Nord | Via HSL. Diverse ritten alleen tussen Amsterdam en Brussel.                                                                                              |
| Eurostar 9400 | Eurostar (Eurostar) | Paris Nord – Brussel-Zuid – Luik-Guillemins – Aachen Hbf – Köln Hbf – Düsseldorf Hbf – Duisburg Hbf – Essen Hbf – Bochum Hbf – Dortmund Hbf | Vijf treinen per dag. Enkele treinen verder naar Dortmund.                                                                                               |
| Eurostar 9900 | Eurostar (Eurostar) | Amsterdam Centraal – Schiphol Airport – Rotterdam Centraal – Antwerpen-Centraal – Brussel-Zuid – [ Aéroport Charles-de-Gaulle 2 TGV – Marne-la-Vallée - Chessy ] / [ Chambéry-Challes-les-Eaux – Albertville – Moûtiers - Salins - Brides-les-Bains – Aime-La Plagne – Landry – Bourg-Saint-Maurice ] / [ Valence-Rhône-Alpes-Sud TGV – Avignon TGV – Aix-en-Provence TGV – Marseille Saint-Charles ] | Via HSL. Marne-la-Vallée - Chessy 2 keer per dag. Bourg-Saint-Maurice 1 keer per week in de winter. Marseille Saint-Charles 1 keer per week in de zomer. |
| TGV 5000      | TGV (SNCF)          | [ Marseille-Saint-Charles – Avignon TGV – ] / [ Montpellier-Saint-Roch – ] Lyon-Part-Dieu – Aéroport Charles-de-Gaulle 2 TGV – Lille-Europe | |
| TGV 5200      | TGV (SNCF)          | [ [ Nantes – ] / [ Rennes – ] Le Mans – ] / [ Bordeaux-Saint-Jean – Saint-Pierre-des-Corps – ] Massy TGV – Aéroport Charles-de-Gaulle 2 TGV – [ Lille-Europe ] / [ Lille-Flandres ] | |
| TGV 7000      | TGV (SNCF)          | Paris-Nord – [ Arras – ] Lille-Flandres | Een trein per dag via Arras. |
| TGV 7100      | TGV (SNCF)          | Paris-Nord – Arras – Douai – Valenciennes | |
| TGV 7200      | TGV (SNCF)          | Paris Nord – Arras – [ Lille-Flandres – Tourcoing ] / [ Lille-Europe – Dunkerque ] | |
| TGV 7300      | TGV (SNCF)          | Paris-Nord – Arras – Béthune – Dunkerque | |
| TGV 7500      | TGV (SNCF)          | Paris Nord – Lille-Europe – Calais-Fréthun – Boulogne-Ville – Rang-du-Fliers - Verton | 2 treinen per dag tot Rang-du-Fliers - Verton |
| Ouigo 7660    | TGV (SNCF)          | Tourcoing – Aéroport Charles-de-Gaulle 2 TGV – Marne-la-Vallée - Chessy – Massy TGV – Saint-Pierre-des-Corps – Poitiers – Angoulême – Bordeaux-Saint-Jean | |
| Ouigo 7815    | TGV (SNCF)          | Lille-Flandres – Aéroport Charles-de-Gaulle 2 TGV – Marne-la-Vallée - Chessy – Lyon-Perrache | |
| Ouigo 7830    | TGV (SNCF)          | [ Lille-Flandres – TGV Haute-Picardie – ] / [ Tourcoing – ] Aéroport Charles-de-Gaulle 2 TGV – Marne-la-Vallée - Chessy – [ Lyon-Part-Dieu – ] / [ Lyon-Saint-Exupéry TGV – Valence-Rhône-Alpes-Sud TGV – ] Avignon TGV – Aix-en-Provence TGV – Marseille-Saint-Charles | |
| Ouigo 7860    | TGV (SNCF)          | [ Lille-Flandres – ] / [ Tourcoing – TGV Haute-Picardie – ] Aéroport Charles-de-Gaulle 2 TGV – Marne-la-Vallée - Chessy – [ Lyon-Part-Dieu – Valence-Rhône-Alpes-Sud TGV – ] / [ Lyon-Saint-Exupéry TGV – ] Nîmes-Pont-du-Gard – Montpellier-Sud-de-France | |
| TGV 9800      | TGV (SNCF)          | [ Luxemburg – Thionville – Metz-Ville – Strasbourg-Ville – Mulhouse-Ville – Belfort-Montbéliard TGV – Besançon Franche-Comté TGV – Dijon-Ville – Mâcon-Ville – ] / [ Brussel-Zuid – Lille-Europe – Arras – TGV Haute-Picardie – Aéroport Charles-de-Gaulle 2 TGV – [ Champagne-Ardenne TGV – Meuse TGV – Lorraine TGV – Strasbourg-Ville ] / [ Marne-la-Vallée - Chessy – [ Massy TGV – Le Mans – [ Laval – Rennes ] / [ Angers-Saint-Laud – Nantes ] ] / [ Creusot TGV – ] Lyon-Part-Dieu – [ Avignon TGV – Marseille Saint-Charles ] / [ Montpellier-Saint-Roch – Perpignan ] ] | Dagelijkse verbinding met Montpellier en Marseille. Perpignan - Brussel tweemaal per week.                                                               |
| K 90+         | TER GV (SNCF)       | Dunkerque – Lille Europe – Arras – Amiens | |
| K 92+         | TER GV (SNCF)       | Calais-Fréthun – Lille Europe – Arras | |
| K 94+         | TER GV (SNCF)       | Rang-du-Fliers - Verton – Étaples-Le Touquet – Boulogne-Ville – Calais-Fréthun – Lille Europe – Arras | |

## Aansluitingen
In de volgende plaatsen is er een aansluiting op de volgende spoorlijnen:
aansluiting Gonesse
RFN 272 000, spoorlijn tussen Parijs en Lille
triangle de Vemars
RFN 226 301, raccordement van Vémars
RFN 226 310, raccordement d'interconnexion nord-sud
Longueil-Sainte-Marie
RFN 226 303, raccordement van Longueil-Sainte-Marie
Hattencourt
RFN 226 305, raccordement van Hattencourt
aansluiting Croisilles
RFN 226 306, raccordement van Arras-sud
aansluiting Rœux
RFN 226 309, raccordement van Arras-nord
aansluiting Fretin
RFN 216 000, spoorlijn tussen de aansluiting Fretin en Calais-Fréthun
aansluiting Péronne
RFN 216 302, raccordement van Fretin
Lille-grens
HSL 1 tussen Halle en Esplechin

## Trivia
Na de indienststelling van de LGV Nord verscheen er ineens letterlijk een gat in de grond onder de sporen. Er bleek een loopgraventunnel uit de Eerste Wereldoorlog te zijn ingestort. De spoorlijn gaat namelijk dwars door het vroegere loopgravenfront. Dit resulteerde in snelheidsbeperkingen voor de treindiensten gevolgd door een intensief grond- en archievenonderzoek naar de aanwezigheid van meerdere loopgraventunnels.